# Kauri siamés

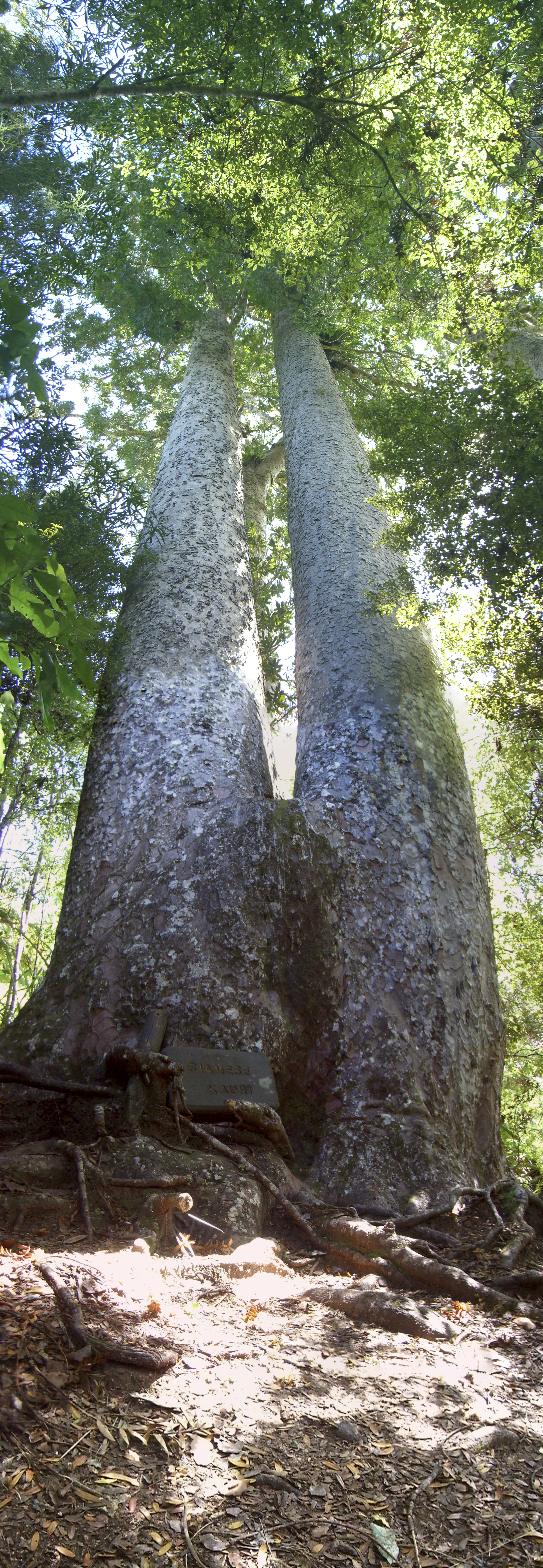
El siamés Kauri siamés domina el bosque entre otras especies en Waiau Kauri

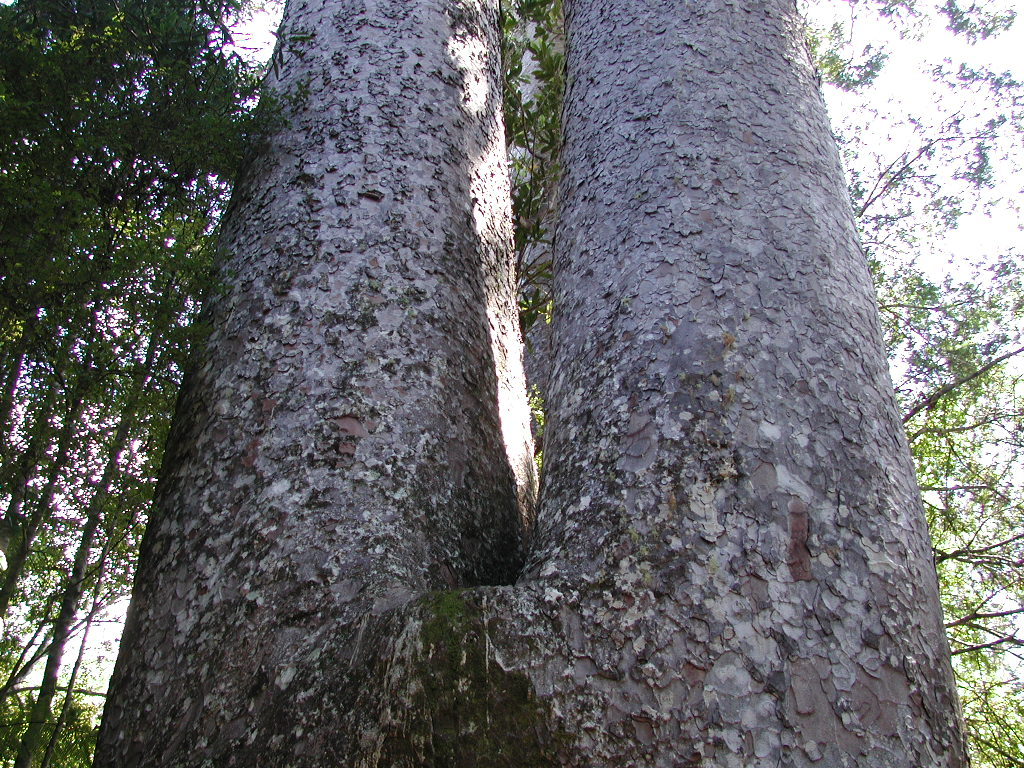
Detalle del tronco cerca de la base

El Kauri siamés es un kauri (Agathis australis) que crece en la arboleda Waiau Kauri, a unos 10 kilómetros al sur del municipio de Coromandel, en el noreste de la Isla Norte de Nueva Zelanda. El árbol recibe su nombre del tronco inferior unido que comparten los dos árboles. Crece en la arboleda Waiau Kauri, uno de los pocos lugares donde aún hay kauris maduros en la península de Coromandel. Está a unos 500 metros de la carretera 309, y se accede por un sendero de 30 minutos a pie.

## Historia
El árbol comenzó como dos plántulas separadas, a lo largo de los siglos crecieron en diámetro y el espacio entre ellos se redujo hasta que finalmente se fusionaron en la base. No se sabe por qué el Kauri siamés y otros árboles de la misma especie en la arboleda nunca fueron talados, a diferencia de casi todos los kauri de la península de Coromandel. Una sugerencia es que la tierra estaba controlada por compañías mineras que esperaban encontrar oro en el área, por lo que el acceso estaba restringido. Durante la Segunda Guerra Mundial, Waiau Kauri iba a ser registrada por el gobierno neozelandés para aportar recursos, apoyando el esfuerzo de guerra. Esto recibió un fuerte rechazo por parte de los residentes, que formaron uno de los primeros grupos de conservación de Nueva Zelanda para salvar los árboles. Después de mucha oposición a los planes, llegó el mensaje de la capital de que "la tala cesaría inmediatamente".